# Xanthichthys lineopunctatus
Xanthichthys lineopunctatus es una especie de peces de la familia Balistidae en el orden de los Tetraodontiformes.

## Morfología
Pueden llegar alcanzar los 30 cm de longitud total.

## Distribución geográfica
Se encuentra desde las  costas del África Oriental hasta Sudáfrica al sur, y hasta el noroeste de Australia y  Ryukyu al este.